# Idaea undulata
Idaea undulata là một loài bướm đêm trong họ Geometridae.